# 宾福德 (北达科他州)
宾福德（英語：Binford），是美国北达科他州下属的一座城市。根据2010年美国人口普查，该市有人口183人。